# بني عبيد (المنيا)
قرية بني عبيد  هي إحدي القرى التابعة لمركز أبو قرقاص بمحافظة المنيا في جمهورية مصر العربية. حسب إحصاءات سنة 2006، بلغ إجمالي السكان في بني عبيد 22319 نسمة، منهم 11326 رجل و10993 امرأة.

## أعلامها
- عثمان زناتي،  (1863 - 1940) شاعر ومدرّس أدبي.